# Trichogrammatoidea brasiliensis
Trichogrammatoidea brasiliensis är en stekelart som först beskrevs av William Harris Ashmead 1904.  Trichogrammatoidea brasiliensis ingår i släktet Trichogrammatoidea och familjen hårstrimsteklar. Inga underarter finns listade i Catalogue of Life.